# Vincent Kipruto
Vincent Kipruto (Distrito de Keiyo, 13 de setembro de 1987) é um atleta queniano, vencedor da Maratona de Paris  de 2010 .